# Miquel Masriera i Rubio
Miquel Masriera i Rubio (Barcelona, 1901 - Barcelona, 1981) va ser un científic i divulgador científic català. Fill de l'escriptor Artur Masriera i Colomer, amb estudis a Barcelona, Madrid i Zúrich, impartí estudis de química i física a la Universitat de Barcelona del 1926 al 1939. Va fer diverses investigacions en atomística, cosmologia, cinètica, termodinàmica i energia nuclear. Va publicar més de 1.000 articles de divulgació científica a La Vanguardia.